# Zele Racing
A Zele Racing egy osztrák formulaautós verseny csapat, amelyet 2002-ben alapítottak. A csapat tulajdonosa Micheal Zele, akiről a csapat a nevét is kapta. A csapat székhelye Einersdorfban, Bleiburgban, Ausztriában található.

## Személyzet

### A tulajdonos, Michael Zele
Michael Zele 1974. július 17-én született. 1997 óta aktívan részt vesz autó- és motorsportokban. Gépészmérnöki diplomával rendelkezik, és 2002 óta vezeti a Zele Racing csapatot, csapatfőnökként és főmérnökként.
Hermann Zele 1940. április 21-én született. Korábban motorkerékpár-versenyző és Opel kereskedő is volt, akit hivatalosan 2002 óta nyugállományba helyeztek, és az ő helyét vette át a fia, hogy a csapatott irányítsa.

### Versenyzők, mellék- és tartalékversenyzők
| Név             | Autó rajtszáma | Pontok | Helyezés |
| --------------- | -------------- | ------ | -------- |
| Christian Klien | 8              | 0      | 0        |
| Brian Ireland   | 9              | 0      | 0        |
| Kiss Pál Tamás  | ?              | 55 *   | 5.       |

?: Mivel Kiss Pál Tamás tartalékversenyző, nem kapott külön rajtszámot.
- A bajnokság még folyik

### Szakmai stáb
| Név                    | Nemzetiség | Feladat            |
| ---------------------- | ---------- | ------------------ |
| David Lowe             | Brit       | Főszereplő         |
| Alberto Castillo-Ramos | Spanyol    | Másodszámú szerelő |
| Tito Roberto Tabares   |            |                    |
| Andy Hassall           | Brit       | Fő Boxman*         |
| Liam Summerville       | Brit       | Fő Boxman*         |
| Zaklatja Miltnert      | Brit       | Sajtó igazgató     |

- A boxman a boxutcában ( a pitben ) a kerékcserét, üzemanyagutántöltést és szerelést végez az autón a verseny közben.

## Történet
A csapat egy kis utcai műhelyből nőtte ki magát formulaautós csapattá. Először 1997-ben mutatták be tudásukat a versenyeken, hiszen ettől kezdve sok bajnokságban részt is vettek. Végül csak négy év múlva, 2001-ben hívták magukat jogosan Zele Racingnek. Miután sok tapasztalatot gyűjtöttek, 2001-ben készítettek egy Formula 3000-es autót "Dr.Marko" segítségével, amellyel aztán a Formula Ford versenyein is indultak, majd versenyeztek Opel Lotus 2.0 autókkal is, amellyel viszont 1. és egy 2. helyet is elért a csapat. Miután a csapat elérte első sikerét és Hermann Zele nyugdíjba vonult és Michael Zele átvette a céget, a csapat egyre feljebb jutott, így a Telefonica World Series-ba is sikerült bekerülniük a Nissan segítségével, az alapító távozása utáni első évben. 2002-ben és a 2003-as szezonban átnevezték a bajnokságot World Series by Nissan, azaz Világbajnok Szériájú Nissanokká, és ez pozitív hatással volt az egész bajnokságra, de bebizonyosodott, gazdaságilag nehéz volt fenntartani az indulási költségeket az év vége felé. Az év végén sikerült jó szponzora lelni, hiszen a Superfund segített anyagilag, ezáltal megerősödött, sőt felül is múlta vetélytársait.2010 óta a Zele-Racing is kínál a fiatal tehetségeknek GP2tesztelési lehetőséget.

### Formula 3000
A Formula 3000 autókat azért alkották meg, hogy megfelelő autójuk legyen az F1-ben az 1986-os évben. Kezdetben a F3000-eseket az F1-származékokból építették, és 9000rpm korlátozást is kaptak rá, meg a 3,0 literes (3000ccm) V8-as motoros verziót. Az 1990-es években a F3000-es egyre versenyképesebb és drágább. Több gyártó, mint a Lola, a Reynard különböző motorokat vásárolt a Judd-től, a Cosworth-tól és a Mugen Hondától is, és az ezek által hajtott F3000-esek szinte megállíthatatlanok lettek 1995-ben. A Lolalett az egyetlen szállításra jogosult, így megalakult az T96/50-es. Ez bár 3-4 másodperccel lassabb, mint az előző évi autó, viszont ez már F1 aerodinamikai trükkel volt felszerelve. 1996-tól 2004-ig a Zytek Motorsport szállította a hajtóműveket a sorozatba. 1995-től a 3,0 KV V8-as motor is megtalálható volt minden F3000-es alváz alatt. Aztán a csapat elkezdett keresni egy tökéletes Formula3000-es autót, majd a Zele-Racing be tudta állítani a legjobb méret és érték arányt.

## 2013-as Konstruktőri tabella
| Helyezés | Csapat                   | MNZ | MNZ | MAR | MAR | HUN | HUN | SIL | SIL | MUG | MUG | NÜR | NÜR | DON | DON | BRN | BRN | Pont |
| -------- | ------------------------ | --- | --- | --- | --- | --- | --- | --- | --- | --- | --- | --- | --- | --- | --- | --- | --- | ---- |
| 1        | Super Nova International | 4   | 3   | 5   | 2   | 2   | 1   | 1   | 12  |     |     |     |     |     |     |     |     | 150  |
| 1        | Super Nova International | 6   | 9   | 9   | 9†  | 11  | 11  | 2   | 13  |     |     |     |     |     |     |     |     | 150  |
| 2        | Euronova Racing          | 2   | 1   | 3   | 3   | 1   | 6   | 6   | 1   |     |     |     |     |     |     |     |     | 133  |
| 2        | Euronova Racing          | 11  | 7   | 11  | 8†  | 12  | Ret | 12  | 11  |     |     |     |     |     |     |     |     | 133  |
| 3        | Ibiza Racing Team        | 1   | 4   | 1   | Ret | 3   | 2   | 7   | 2   |     |     |     |     |     |     |     |     | 127  |
| 3        | Ibiza Racing Team        | 9   | 13  | 10  | Ret | 13  | Ret | 5   | 10  |     |     |     |     |     |     |     |     | 127  |
| 4        | Manor MP Motorsport      | 7   | 5   | 2   | 6   | 4   | 3   | 4   | 4   |     |     |     |     |     |     |     |     | 122  |
| 4        | Manor MP Motorsport      | Ret | 10  | 4   | Ret | 6   | 7   | 8   | 5   |     |     |     |     |     |     |     |     | 122  |
| 5        | Zele Racing              | 5   | 2   | 6   | 1   | 8   | 4   | 3   | 7   |     |     |     |     |     |     |     |     | 101  |
| 5        | Zele Racing              | 8   | Ret | 8   | Ret | 16† | 9   | 10  | 8   |     |     |     |     |     |     |     |     | 101  |
| 6        | Ghinzani Motorsport      | 3   | 6   | 14† | 4   | 15† | 10  | 9   | 3   |     |     |     |     |     |     |     |     | 46   |
| 6        | Ghinzani Motorsport      |     |     |     |     |     |     | 13  | Ret |     |     |     |     |     |     |     |     | 46   |
| 7        | Virtuosi UK              | 10  | 11  | 7   | 5   | 9   | 8   | 11  | 6   |     |     |     |     |     |     |     |     | 31   |
| 7        | Virtuosi UK              | Ret | Ret | 13  | 7   | 10  | 12  | Ret | 15  |     |     |     |     |     |     |     |     | 31   |
| 8        | MLR 71                   | 12  | 8   | 12  | 10† | 5   | 5   | 14  | 14  |     |     |     |     |     |     |     |     | 22   |
| 8        | MLR 71                   | Ret | 12  |     |     | 14  | Ret |     |     |     |     |     |     |     |     |     |     | 22   |